# Ariosoma multivertebratum
Ariosoma multivertebratum és una espècie de peix pertanyent a la família dels còngrids.

## Descripció
- Pot arribar a fer 54,2 cm de llargària màxima.
- Nombre de vèrtebres: 183-189.
- 258 radis tous a l'aleta dorsal.
- 180-183 radis tous a l'aleta anal.
- Cap i ventre foscos.[4]

## Hàbitat
És un peix marí i bentopelàgic que viu entre 300 i 460 m de fondària.

## Distribució geogràfica
Es troba al Pacífic oriental central: les illes Marqueses.

## Observacions
És inofensiu per als humans.